# Xian autonome li et miao de Qiongzhong
Le xian autonome li et miao de Qiongzhong (琼中黎族苗族自治县 ; pinyin : Qióngzhōng lízú miáozú Zìzhìxiàn) est un district administratif de la province chinoise insulaire de Hainan. Il est administré directement par la province.

## Démographie
La population du district était de 196 581 habitants en 1999.